# Hári László
Hári László (Budapest, 1931. április 24. – 2014. május 16.) labdarúgó, csatár, edző.

## Pályafutása
1950 és 1953 között a Bp. Kinizsi labdarúgója volt. Az élvonalban 1950. október 10-én mutatkozott be a Bőripari DSE ellen, ahol csapata 4–1-es győzelmet aratott. 1954 és 1959 között a Tatabányai Bányász játékosa volt. Az élvonalban összesen 93 mérkőzésen lépett pályára és 15 gólt szerzett.
Az 1967-es és az 1968-as idényben a Tatabánya vezetőedzője volt az élvonalban. Az 1973–74-es idényben a Dorog NB I-es csapatát irányította. 66 élvonalbeli mérkőzésen ült a kispadon. 1979-től a Tatabányai Bányász technikai vezetője volt.